# 御薗宇村
御薗宇村（みそのうむら）とは、かつて広島県賀茂郡に存在した村である。現在の東広島市西条町御薗宇にあたる。

## 地理
西条盆地の中央部に位置していた。

## 歴史
1889年（明治22年）4月1日、町村制の施行により、賀茂郡御薗宇村が単独で村制施行し、御薗宇村が発足。大字は編成せず。
1939年（昭和14年）7月1日に、同郡の西条町・下見村・寺西村・吉土実村と合併（新設合併）し西条町となった事で消滅した。合併後、西条町大字御薗宇となる。
2020年5月現在は、東広島市の地名に名前を残している。
現在の村域は田畑と住宅が混在しており、鉄道駅こそないものの、近隣には東広島駅と西条駅が存在している。

### 地名の由来
次の諸説あり。
1. 小倉縁起の主人公菖蒲前が後鳥羽天皇から賀茂郡を賜り、この地が下原と称されていたのを「我が園」と改めたことから[2]。
2. 安芸国神名帳に記載の五位天照明神があり、その御園であったことから。

## 名所・旧跡
- 鏡山城[2]